# Estación de Can Vidalet
Can Vidalet es una estación de la línea 5 del Metro de Barcelona situada debajo de la calle Maladeta, entre las calles Mina y Hortensia, entre los términos municipales de Hospitalet de Llobregat y Esplugas de Llobregat, pero sus accesos se encuentran en Esplugas de Llobregat.
| << cabecera     | < estación   | línea | estación >    | cabecera >>   |
| --------------- | ------------ | ----- | ------------- | ------------- |
| Metro           |              |       |               |               |
| Cornellá Centre | Can Boixeres |       | Pubilla Cases | Vall d'Hebron |

## Historia
Con el nombre Maladeta, la estación entró en servicio el 23 de noviembre de 1976, con la prolongación de la entonces Línea V desde Pubilla Casas (actual Pubilla Cases) hasta San Ildefonso (actual Sant Ildefons). El acto inaugural estuvo presidido ministro de Obras Públicas, Leopoldo Calvo-Sotelo, el gobernador civil de la provincia, Salvador Sánchez-Terán y el alcalde de Barcelona, Joaquín Viola, entre otras autoridades.
En 1982 la estación cambió su nombre por el actual, Can Vidalet, al tiempo que la Línea V adoptó la numeración arábiga y pasó a llamarse Línea 5.
En 2010 se inauguró el actual vestíbulo tras la reforma de los andenes, con ascensores, salidas de emergencia y un segundo acceso.